# Adam Żuchowski (muzyk)
Adam Żuchowski (ur. 7 września 1978) – polski muzyk jazzowy, kontrabasista, kompozytor, aranżer.

## Życiorys[1]
Absolwent Akademii Muzycznej im. Stanisława Moniuszki w Gdańsku, w klasie kontrabasu profesora Adama Chamery. Od 2002 roku kierownik muzyczny oraz wiceprezes Fundacji Teatru Atelier im. Agnieszki Osieckiej w Sopocie. Współzałożyciel orkiestry kameralnej Hanseatica. Członek licznych grup jazzowych, m.in. TrioMania, Blue Mind Quartet, The Jazzish Company, The Klezmer Company, The Atelier Big Band, The Ezechiel Messengers, Odem’s Trio, Des Orient. Zdobywca Fryderyka w kategorii Fonograficzny Debiut Roku za album Pearl wydany z TrioMania. Laureat Sopockiej Muzy w 2018 roku.
Współpracuje z Teatrem im. Adama Mickiewicza (Częstochowa), Teatrem Nowym im. Izabelli Cywińskiej (Poznań), Divadlem Arena i Divadlem Bezruce (Ostrawa) oraz Teatrem Narodowym w Brnie.

## Działalność filmowa i teatralna[2]

### Kompozytor
- 2023 – Zmierzch długiego dnia (Eugene O’Neill, reż. André Hübner-Ochodlo)
- 2022 – Strefa zero (Neil LaBute, reż. André Hübner-Ochodlo)
- 2021 – Maria (Simon Stephens, reż. André Hübner-Ochodlo)
- 2020 – Fałsz (Lot Vekemans, reż André Hübner-Ochodlo)
- 2019 – Siła przyzwyczajenia (Cyrk egzystencjalny) (Thomas Bernhard, reż. André Hübner-Ochodlo)
- 2018 – Poniżej pasa (Richard Dresser, reż. André Hübner-Ochodlo)
- 2016 – Proca (Nikołaj Kolada, reż. André Hübner-Ochodlo)
- 2014 – Hamlet (William Shakespeare, reż. André Hübner-Ochodlo)
- 2011 – Mimaamakim… – André Ochodlo & The Ezechiel Messengers
- 2011 – Znikomość (Lars Noré, reż. André Hübner-Ochodlo)
- 2010 – Plaża (Peter Asmussen, reż. André Hübner-Ochodlo)
- 2008 – Z prochu powstałeś (Harold Pinter, reż. André Hübner-Ochodlo)

### Kierownictwo muzyczne i aranżacje
- 2024 – Nigdy więcej wojny (reż. André Hübner-Ochodlo)
- 2024 – All My Yesterdays – Chansons Yiddish – André Ochodlo & Adam Żuchowski Quartet
- 2023 – Pięć miłości | 5 Loves – André Ochodlo & TrioMania
- 2023 – Zmierzch długiego dnia (Eugene O’Neill, reż. André Hübner-Ochodlo)
- 2022 – Shalom Leolam/Modlitwa dla pokoju – André Ochodlo & The Klezmer Company
- 2022 – Strefa zero (Neil LaBute, reż. André Hübner-Ochodlo)
- 2021 – Sounding Jerusalem – André Hübner-Ochodlo & Mélange Oriental
- 2021 – Maria (Simon Stephens, reż. André Hübner-Ochodlo)
- 2020 – Fałsz (Lot Vekemans, reż André Hübner-Ochodlo)
- 2020 – Książę Jidysz/The Yiddish Prince/Pieśni Itzika Mangera – André Ochodlo & The Jazzish Company
- 2019 – Wojna/Krieg/Milkhome (reż. André Hübner-Ochodlo)
- 2019 – Siła przyzwyczajenia (Cyrk egzystencjalny) (Thomas Bernhard, reż. André Hübner-Ochodlo)
- 2018 – Poniżej pasa (Richard Dresser, reż. André Hübner-Ochodlo)
- 2017 – Wesołe miasteczko/Agnieszka Osiecka, piosenki ostatnie (reż. André Hübner-Ochodlo)
- 2016 – Proca (Nikołaj Kolada, reż. André Hübner-Ochodlo)
- 2015 – Biały człowiek i Czerwona twarz (George Tabori, reż. André Hübner-Ochodlo)
- 2014 – Hamlet (William Shakespeare, reż. André Hübner-Ochodlo)
- 2012 – Superman nie żyje (Holger Schober, reż. André Hübner-Ochodlo)
- 2012 – Layla – André Ochodlo & Odem’s Trio
- 2011 – Jubileusz (George Tabori, reż. André Hübner-Ochodlo)
- 2011 – Znikomość (Lars Noré, reż. André Hübner-Ochodlo)
- 2011 – Do dna (Ludmiła Pietruszewska, reż. André Hübner-Ochodlo)
- 2010 – Plaża (Peter Asmussen, reż. André Hübner-Ochodlo)
- 2009 – Wilki (reż. André Hübner-Ochodlo)
- 2009 – Malkele – André Ochodlo & The 3-City Jazzish Company
- 2009 – Pod ruinami Polski  – André Ochodlo & Max Klezmer Band
- 2008 – Z prochu powstałeś (Harold Pinter, reż. André Hübner-Ochodlo)
- 2006 – Shir hanoded (Pieśń wędrowca) – André Ochodlo & The Jazzish Quartet

### Wykonanie muzyki
- 2016 – Dolce Vita (reż. Lena Frankiewicz)
- 2014 – Pod mocnym aniołem (reż. Wojciech Smarzowski)
- 2014 – Polskie gówno (reż. Grzegorz Jankowski)
- 2013 – Drogówka (reż. Wojciech Smarzowski)
- 2011 – Róża (reż. Wojciech Smarzowski)

### Obsada aktorska
- 2008 – Wydział zabójstw (gościnnie)
- 2004 – Happy Days (Samuel Beckett, reż. André Hübner-Ochodlo)